# Белгариада
Белгариада (на английски: The Belgariad) е поредица в жанр епично фентъзи. Поредицата се състои от пет книги и е написана от Дейвид Едингс. В България е издадена за пръв път в периода 1996 - 1998 г.
Книгите от поредицата са:
1. Пророчеството (Pawn of Prophecy) (1982)
2. Кралица на магиите (Queen of Sorcery) (1982)
3. Магьоснически гамбит (Magician's Gambit) (1983)
4. Черната кула (Castle of Wizardry) (1984)
5. Последната битка (Enchanters' End Game) (1984)

Продължението на историята от поредицата Белгариада е разказано в другата поредица, изградена от пет книги – Малореа. В книгите „Белгарат-магьосникът“ („Belgarath the Sorcerer“) и „Поулгара-магьосницата“ („Polgara“) са описани двамата централни персонажи - Белгарат и Поулгара. В „Ривански сборник“ („The Rivan Codex“) е направено допълнително разширение на описанието на света, в който се развива действието в Белгариада и Малореа. Последните три книги са написани в съавторство със съпругата на Дейвид Едингс - Лий Едингс.
 Внимание:  Текстът по-долу разкрива сюжета на произведението (или части от него)!
Историята разказана в поредицата започва с описание на живота на младия Гарион (по-късно Белгарион). В развитието на действието Гарион е придружаван от магьосницата Поулгара и стария магьосник Белгарат.
Оригиналните заглавия на всички книги от поредицата Белгариада представляват комбинация от термин от шахмата и дума характерна за жанра фентъзи.